# Mohammad Hosni
Mohammad Hosni (محمد حسني البابا, ur. 1894, zm. 6 czerwca 1964) znany również jako Muhammad Husni lub Muhammad Kamal Hosny Al Baba (محمد حسني البابا) – egipski kaligraf pochodzenia syryjsko-kurdyjskiego. Jeden z mistrzów w Królewskim Instytucie Kaligrafii w Kairze. Był pionierem współczesnej kaligrafii arabskiej i islamskiej, specjalizującym się w piśmie sulus.

## Biografia
Urodził się w 1894 roku w Damaszku w Syrii (ówczesne Imperium Osmańskie) w rodzinie kurdyjskiej. Od dziecka interesował się kaligrafią i kształcił się w tym kierunku. Jego nauczycielami byli początkowo Yousef Rasa oraz Mehmed Sevki Efend. W 1912 roku, wyemigrował z ojcem z Damaszku do Egiptu. Tam stał się jednym z najwybitniejszych twórców kaligrafii arabskiej i islamskiej. Osiedlił się w Kairze, gdzie miał swoje biuro i warsztat.
Jego praca obejmowała produkcję ramek do niemych filmów i okładek książek. Jego prace przyniosły mu międzynarodowy rozgłos. Jego dom szybko stał się znany w środowisku artystycznym. Czołowi przedstawiciele kultury z całego świata arabskiego regularnie odwiedzali ten dom w celu nauki i zdobycia znajomości. Od 1922 roku wykładał w Królewskim Instytucie Kaligrafii. 
Zmarł w 1964 roku w Kairze. W 1965 roku otrzymał pośmiertnie honorowy tytuł doktora kaligrafii w Kanadzie.

## Życie prywatne
Prywatnie był dwukrotnie żonaty. Obie jego żony były Egipcjankami. Z pierwsza żoną miał ośmioro dzieci, a z drugą troje. Wiele jego dzieci było uzdolnionych artystycznie. Wśród nich byli:
- Ezz Eddin Hosni - kompozytor
- Sami Hosni - kaligraf
- Najat Mohammed Mahmoud Hosny Amin El-Baba (Najat Al Saghira) - aktorka i piosenkarka
- Soad Hosni - aktorka i piosenkarka